# Мак Хонг Куан
Мак Хонг Куан (в'єт. Mạc Hồng Quân; нар. 1 січня 1992, Чилінь, Хайзионг, В'єтнам) — в'єтнамський футболіст, нападник клубу «Куангнінь» та національної збірної В'єтнаму.

## Кар'єра гравця
Народився у В'єтнамі, але 2000 року разом з родиною емігрував до Чехії. Футболом розпочав займатися в скромному чеському клубі «Тахов» з однойменного міста. У 15-річному віці перейшов до празької «Спарти», з якою підписав професіональний контракт. Сезон 2011/12 років провів у складі другої команди «Спарти», яка виступала в другому дивізіоні чеського чемпіонату.

### «Тханьхоа»
Після виступів за молодіжну збірну В'єтнаму (U-22), празька «Спарта» віддала Мака в 3-місячну оренду до «Тханьхоа». За нову команду розпочав виступати починаючи з 2-го кола В-Ліги 2013. Однак в одному з інтерв'ю член тренерського штабу «Тханьхоа» сказав, що контракт в'єтнамським нападником та «Спартою» закінчився. Також це означало, що Хонг Куан офіційно став вільним гравцем. 16 червня 2013 року в 12 турі В-Ліги ХМак вперше зіграв у чемпіонаті В'єтнаму, проти «Донгная». Незважаючи на те, що Куан отримав багато загострюючих передач від партнерів по команді, в тому числі й забив м'яч, але суддя не зарахував його через офсайд у нападника, «Тханьхо» все ж поступився на стадіоні «Донг Най» з рахунком 1:2. 7 липня, після 3 безгольових матчів з моменту переходу до «Тханьхоа», відзначився дебютним голом за команду, завдяки чому допоміг здобути перемогу (4:2) над «К'єнцзянгом» у 15-му турі В-Ліги.

## Кар'єра в збірній

### Молодіжна збірна В'єтнаму (U-22)
6 червня 2012 року його разом з ще одним в'єтнамським легіонером, півзахисником Нгуєном Тхань Джангом, тренер Май Дук Чунг на тренувальний збір в Європі. Як член Національної тренерської ради, він познайомив вище вказаних двох молодих в'єтнамських легіонерів з представниками Федерації футболу В'єтнаму, й обох молодих футболістів викликали до молодіжної збірної В'єтнаму (U-22) для підготовки до відбіркового турніру чемпіонату Азії в М'янмі. Напередодні старту турніру Хонг Куан провів 2 товариські матчі в Таїланді, в яких відзначився голом у товариському матчі проти Мальдів (U-22). В офіційному турнірі, хоча молодіжна збірна В'єтнаму (U-22) зазнала невдачі, Мак відзначився 3-ма голаи та став гравцем, який відзначився найбільшої кількістю голів за команду.

### Молодіжна збірна В'єтнаму (U-23)
6 червня 2013 року дебютував за молодіжну збірну В'єтнам U-23 проти клубу «Касіма Антлерс» на стадіоні «Мідінь». Однак перед захисниками збірної Японії він не зміг багато чого показати і був замінений на 66-й хвилині. П'ять днів по тому разом з товаришами по команді обіграв М'янму (2:1) на стадіоні «Тонгнхат».
15 вересня 2014 року Хонг Куан вийшов на поле у стартовому складі у першому матчі групового етапу олімпійської збірної В'єтнаму на Літніх Азійських іграх 2014 року. На 24-й хвилині нападник віддав передачу на правому флангу, створивши небезпечний момент для Ву Хуя Тоана забити неочікуваний м'яч за Олімпійську збірну країни. А вже через 6 хвилин сам Мак Хонг Куан самостійно технічно обіграв захисника команди-суперника та збільшив рахунок до 2:0. Матч завершився неочікуваною перемогою збірної В'єтнаму над іранськими однолітками (4:1).

### Головна збірна
16 січня 2013 року Хонг Куан потрапив до списку гравців національної збірної, яка готувалася до кваліфікації Кубку Азії 2015 року. Дебютував за збірну В'єтнаму в поєдинку кваліфікації кубку Азії 2015 проти ОАЕ. Свій першим голом за національну збірну, коли зрівняв рахунок (1:1) у переможному (3:1) над Малайзією.

## Статистика виступів

### Голи за молодіжну збірну В'єтнаму U-23
| #   | Дата            | Місце                           | Суперник      | Рахунок | Результат | Змагання                                 |
| --- | --------------- | ------------------------------- | ------------- | ------- | --------- | ---------------------------------------- |
| 1.  | 23 червня 2012  | Янгон, Тувунна                  | Тайвань       | 1–0     | 1-2       | кваліфікація чемпіонату Азії 2013 (U-22) |
| 2.  | 28 червня 2012  | Янгон, Тувунна                  | Філіппіни     | 2-0     | 9-0       | кваліфікація чемпіонату Азії 2013 (U-22) |
| 3.  | 28 червня 2012  | Янгон, Тувунна                  | Філіппіни     | 3-0     | 9-0       | кваліфікація чемпіонату Азії 2013 (U-22) |
| 4.  | 8 грудня 2013   | Найп'їдо, Заяртірі              | Бруней        | 6–0     | 7-0       | Ігри Південно-Східної Азії 2013          |
| 5.  | 15 грудня 2013  | Найп'їдо, Заяртірі              | Лаос          | 5–0     | 5-0       | Ігри Південно-Східної Азії 2013          |
| 6.  | 17 грудня 2013  | Найп'їдо, Заяртірі              | Малайзія      | 1-2     | 1-2       | Ігри Південно-Східної Азії 2013          |
| 7.  | 15 вересня 2014 | Південна Корея, Ансан, Ансан Ва | Іран          | 2-0     | 4-1       | Азійські ігри 2014                       |
| 8.  | 20 травня 2015  | Бішан, Бішан                    | Бруней        | 3-0     | 6-0       | Ігри Південно-Східної Азії 2015          |
| 9.  | 2 червня 2015   | Бішан, Бішан                    | Малайзія      | 1-0     | 5-1       | Ігри Південно-Східної Азії 2015          |
| 10. | 7 червня 2015   | Бішан, Бішан                    | Східний Тимор | 2-0     | 4-0       | Ігри Південно-Східної Азії 2015          |
| 11. | 15 червня 2015  | Калланг, Національний стадіон   | Індонезія     | 1-0     | 5-0       | Ігри Південно-Східної Азії 2015          |

### Матчі за національну збірну
| В'єтнам | В'єтнам | В'єтнам |
| Рік     | Матчі   | Голи    |
| ------- | ------- | ------- |
| 2013    | 2       | 0       |
| 2014    | 5       | 1       |
| 2015    | 5       | 1       |
| 2016    | 0       | 0       |
| 2017    | 2       | 1       |
| Загалом | 14      | 3       |

### Голи за збірну В'єтнаму
Матчі та рахунок збірної В'єтнаму подано в таблиці на першому місці.
| #  | Дата              | Місце                                       | Суперник       | Рахунок | Результат | Змагання                     |
| -- | ----------------- | ------------------------------------------- | -------------- | ------- | --------- | ---------------------------- |
| 1. | 16 листопада 2014 | Національний стадіон Мідінь, Ханой, В'єтнам | Малайзія       | 1–1     | 3–1       | Товариський матч             |
| 2. | 17 травня 2015    | Національний стадіон Мідінь, Ханой, В'єтнам | Північна Корея | 1–0     | 1–1       | Товариський матч             |
| 3. | 10 жовтня 2017    | Національний стадіон Мідінь, Ханой, В'єтнам | Камбоджа       | 5–0     | 5–0       | кваліфікація кубку Азії 2019 |

## Особисте життя
На початку 2016 року почав зустрічатися з в'єтнамською моделлю Кі Хан. 26 червня 2016 року пара одружилася. У 2017 році у них народився первісток, Тоі.

## Досягнення

### Клубні
«Куангнінь»
- Кубок В'єтнаму
  -  Володар (1): 2016

- Суперкубок В'єтнаму
  -  Володар (1): 2016

### В'єтнам (U-23)
- Ігри Південно-Східної Азії
  -  Бронзовий призер (1): 2015